# Arts Educational Schools
Образовательная школа искусств (англ. Arts Educational Schools, в просторечии известны как ArtsEd) — независимая школа исполнительского искусства, расположенная в Чизике, в лондонском округе Хаунслоу.

## Обзор
ArtsEd предоставляет специализированное профессиональное обучение на уровне среднего и высшего образования в области музыкального театра и актерского мастерства в сфере кино и телевидения. Школа также предлагает курсы по исполнительскому искусству с частичной занятостью и каникулами.
ArtsEd — одна из двадцати одной специализированной школы исполнительского искусства, утвержденной для предоставления финансируемой правительством премии Dance and Drama Awards — программы, созданной для субсидирования стоимости профессионального обучения танцам и драме для самых талантливых студентов в ведущих учебных заведениях. Школа является членом Федерации театральных школ.

## История

### Школа
Школа ArtsEd была основана в 1939 году. Она возникла в результате слияния Школы танцев Коун, основанной в 1919 году Грейс Коун, и Школы Рипман, основанной в 1922 году Олив Рипман. И Коун, и Рипман предлагали учебные программы, сочетающие общее академическое образование с обучением искусству, для подготовки к профессиональной карьере, связанной с театром. В 1939 году обе школы были объединены в Школу Коун-Рипман, предшественницу современной ArtsEd.
Сначала школа располагалась на Стратфорд Плейс в Лондоне, но после начала Второй мировой войны переехала в Тринг, Хартфордшир, где делила помещения с банком Ротшильда в Тринг Парке.
В 1941 году школа вновь открылась в Стратфорд-Плейс, а вторая школа продолжала работать в Тринге. В 1947 году обе школы были переименованы в Школы художественного образования. Позднее лондонская школа располагалась в Гайд-парк Корнер (Пикадилли, 144), а ещё позже — в Голден Лейн Хаус в Барбикане. В 1986 году школа приобрела бывшие здания Чизвикского политехнического института.
В 2000-х годах обе школы стали независимыми друг от друга, а школа в Тринге была переименована в школу исполнительских искусств Tring Park School for the Performing Arts. Сегодня Arts Educational School London — это совместная независимая дневная школа и шестая форма для учеников 11-18 лет, а также профессиональная консерватория, специализирующаяся на актёрском мастерстве и музыкальном театре, а также включающая в себя ряд курсов с частичной занятостью.
В течение многих лет президентом школы была прима-балерина Алисия Маркова; балерина Берил Грей стала директором в 1960-х годах. В 2007 году Алисию сменил Эндрю Ллойд Уэббер.
Иэн Рид был деканом школы с 1999 года до своей отставки в декабре 2006 года. Его сменил Джон Баральди, бывший исполнительный директор Riverside Studios и бывший директор East 15 Acting School; Баральди покинул школу в 2009 году, и его сменила Джейн Харрисон. В 2017 году пост директора занял Крис Хокинг; в 2021 году он ушел в отставку, и его сменила доктор Джули Спенсер в качестве временного директора.
В 2013 году ArtsEd получила грант от Фонда Эндрю Ллойда Уэббера на финансирование проекта реконструкции. Деньги были потрачены на главный театр, хранилище костюмов, Школу кино и телевидения и подъездные помещения школы.

### Чизикская школа искусств

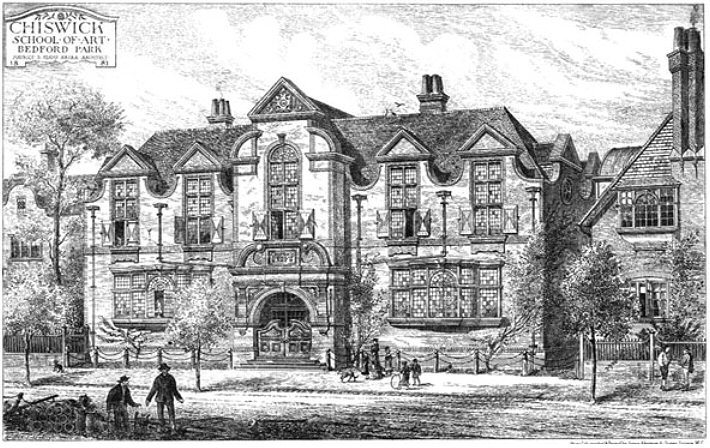
Проект школы искусств в Чизике, Бедфорд Парк, Бат Роуд, Морис Бингем Адамс, 1881 г.

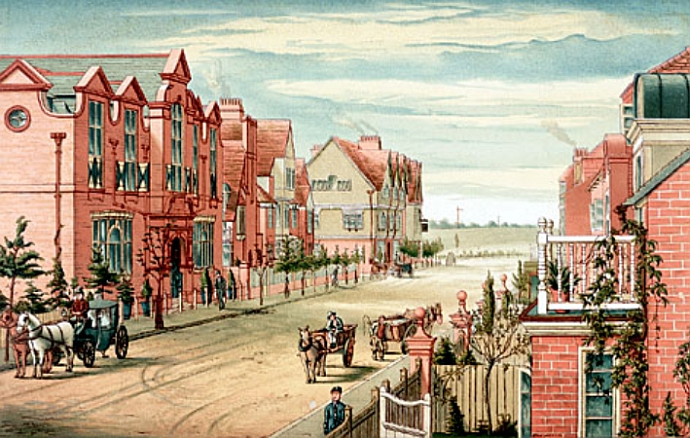
Картина «Школа искусств, магазины и гостиница „Табард“» Томаса Эрата Харрисона 1882 г.

В 1881 году архитектор Морис Бингем Адамс спроектировал Чизикскую школу искусств как часть общественного центра Bedford Park Garden Suburb на Бат-роуд. Она была разрушена бомбой V-1 в 1944 году. Школа должна была дать жителям поместья ощущение общности. В ней преподавались такие предметы, как «свободное рисование во всех его отраслях, практическая геометрия и перспектива, роспись керамики и плитки, дизайн для декоративных целей — как в обоях, мебели, металлических изделиях, витражах». Школа была запечатлена Томасом Эратом Харрисоном в книге 1882 года «Бедфорд-парк», посвященной модному в то время садовому пригороду.

## Академия

### Дневная школа и шестая форма
Дневная школа и шестая форма принимают учеников в возрасте от 11 до 18 лет. Студенты должны изучать основные предметы в рамках подготовки к GCSE и A-Levels (продвинутый уровень экзамена GCSE), параллельно занимаясь исполнительским искусством. Помимо A-Levels, учащиеся шестой формы могут получить расширенный диплом BTEC в области исполнительского искусства.
В 2015 году школа получила оценку «Выдающийся» от Ofsted. В 2019 году она заняла второе место в районе по проценту учеников, сдавших пять или более GCSE на высшие оценки.

### Третичное
Школа была аккредитована Drama UK (организация расформирована в 2016 году). Школа предлагает признанные Агентством по обеспечению качества высшего образования квалификации, подтвержденные Лондонским городским университетом или Тринити-колледжем, Лондон. Для студентов, которые не соответствуют академическим требованиям для поступления на программы бакалавриата, предлагается недипломный базовый курс.

## 
- Мойо Аканде (англ. Moyo Akandé)[20]
- Кай Александр (англ. Kai Alexander)[21] (Незнакомка мини-сериал (англ. The Stranger), Катастрофа (англ. Catastrophe)
- Джули Эндрюс (англ. Julie Andrews)[22][23] (Звуки музыки (англ. The Sound of Music), Мери Поппинс (англ. Mary Poppins)
- Симон Эшли (англ. Simone Ashley)[24] (Половое воспитание (англ. Sex Education), Бриджертоны (англ. Bridgerton)
- Саманта Баркс (англ. Samantha Barks)[25] (Отверженные (фр. Les Misérables
- Дарси Басселл (англ. Darcey Bussell)[22][26][27] (Former Principal with the Royal Ballet, Strictly Come Dancing judge)
- Гари Карр (англ. Gary Carr)[28] (Смерть в раю (англ. Death in Paradise), Аббатство Даунтаун (англ. Downton Abbey), Двойка (англ. The Deuce, Хорошая борьба (англ. The Good Fight)
- Адам Купер (англ. Adam Cooper)[23] (Former Principal with the Royal Ballet and Matthew Bourne’s New Adventures)
- Мартин Клунес (англ. Martin Clunes)[22][23] (Доктор Мартин (англ. Doc Martin), Негодники (англ. Men Behaving Badly)
- Омари Дуглас (англ. Omari Douglas)[23] (Это Грех (англ. It’s a Sin)
- Лора Хэддок (англ. Laura Haddock)[29] (Демоны Да Винчи (англ. Da Vinci's Demons), Лютер (англ. Luther)
- Найджел Харман (англ. Nigel Harman)[23] (EastEnders, Shrek The Musical)
- Nigel Havers[22] (Огненные колесницы (анл. Chariots of Fire), Улица Коронации (англ. Coronation Street)
- Финн Джонс (англ. Finn Jones) (Игра престолов (англ. Game of Thrones, Железный кулак (англ. Marvel’s Iron Fist)
- Бонни Лэнгфорд (англ. Bonnie Langford)[22][23] (Доктор Кто (англ. Doctor Who), Спамалот (англ. Spamalot), Жители Ист-Энда (англ. EastEnders)
- Маргарет Локвуд (англ. Margaret Lockwood)[23] (Злодейка (англ. The Wicked Lady), Леди исчезает (англ. The Lady Vanishes)
- Лашана Линч (англ. Lashana Lynch)[22][23] (Сплетённые судьбой (англ. Still Star-Crossed), Джеймс Бонд: Не время умирать (англ. No Time to Die)
- Мадлен Манток (англ. Madeleine Mantock)[30] (Зачарованные (англ. Charmed), В пустыне смерти (англ. Into the Badlands)
- Меган МакКенна (англ. Megan McKenna[31] (Экс на пляже (англ. Ex on the Beach), Единственный путь – это Эссекс (англ. The Only Way Is Essex)
- Таппенс Мидлтон (англ. Tuppence Middleton)[32] (Диккенсиана (англ. Dickensian), Война и мир (англ. War and Peace)
- Антон Музыкантский «Одолжите тенора[англ.]» (режиссёр), «Сансет бульвар» (режиссёр)
- Мими Слингер (англ. Mimi Slinger)[33] (Эммердейл (англ. Emmerdale)
- Хьюго Спир (англ. Hugo Speer)[23] (Мужской стриптиз (англ. The Full Monty), Мушкетёры (англ. The Musketeers)
- Луи, виконт Элторп Спенсер (англ. Louis Spencer, Viscount Althorp)[34]
- Михаэлла Страхан (англ. Michaela Strachan)[35] (Весна (англ. Springwatch)
- Оливер Томпсетт (англ. Oliver Tompsett)[36] (мюзикл Wicked, мюзикл We Will Rock You)
- Салли Энн Триплетт (англ. Sally Anne Triplett)[23] (Мама Мия мюзикл (англ. Mamma Mia!, Chicago)
- Уилл Янг (англ. Will Young[23] (Pop Idol — Победитель 1 сезона)
- Yungblud[23]